# مشرع الكتان (حدادة)
مشرع الكتان هي إحدى مشيخات المملكة المغربية، تتبع جغرافيا لإقليم القنيطرة وإداريًا لحدادة. يقدر عدد سكانها بـ 6303 نسمة حسب الإحصاء الرسمي للسكان والسكنى لسنة 2004.